# Chorvatská kuna
Kuna bylo platidlo, které se používalo v Chorvatsku v letech 1941–1945 a 1994–2022. V novodobé historii se do oběhu dostala v červnu 1994, kdy nahradila chorvatský dinár. Kuna ale předtím už existovala během druhé světové války, když stát Jugoslávie fakticky neexistoval. ISO 4217 kód kuny byl HRK, jedna kuna se dělila na 100 lip (jednotné číslo: lipa).
Dne 1. ledna 2023 chorvatská kuna zanikla a byla nahrazena eurem. Všechny chorvatské bankovní účty a kreditní karty byly automaticky převedeny na eura a hotovost v kunách bylo možné bez poplatku vyměnit za eura.

## Vznik a vývoj
Poprvé byla kuna zavedena za druhé světové války jako platidlo Nezávislého chorvatského státu (NDH); převáděla se v poměru 1 jugoslávský dinár = 40 kun a byla rozdělena na sto banic (jednotné číslo banica). V platnost vstoupila 8. července 1941, platila do roku 1945. Bankovky měly hodnotu 50 banic, 1 a 2 kn, 10 kn, 50, 100, 500 a 1000 kn, 5000 kn, 1000 a 5000 kn. Kurs kuny za doby NDH byl stanoven na 20 kn za 1 německou říšskou marku.
Po vyhlášení nezávislosti země na SFRJ Chorvatsko okamžitě zavedlo vlastní dináry, které měly nahradit ty jugoslávské (chorvatský dinár používalo i chorvatské obyvatelstvo Bosny a Hercegoviny, odmítali ho však Srbové žijící na chorvatském území, ti měli až do roku 1995 svůj vlastní dinár Republiky Srbská Krajina). Nová měna však rychle ztratila svoji hodnotu a upadla do hyperinflace. Proto v roce 1994 provedla země měnovou reformu a zavedla kuny ve směnném poměru 1000 dinárů = 1 kuna. Jméno však již mělo fašistickou minulost a jeho znovuobnovení bylo sporné, především pro Srby v zemi žijící těžko přijatelné. Existovaly také i jiné návrhy na novou měnu, podle jednoho z nich měly být zavedeny například koruny (kruna) podle vzoru bývalé rakousko-uherské koruny.
Název platidla kuna odkazoval na středověk, kdy se ve Slavonii, Přímoří a Dalmácii a později i Banovině používala k placení daní kuní kožešina, zvaná kunovina nebo marturina. Podobizna kuny se od první poloviny 13. století až téměř do konce 14. století nacházela na chorvatské minci zvané banovac. Název pro setinu kuny lipa odkazoval na strom, jehož symbolika je obsažena v četných slovanských legendách a národních pověstech. V souvislosti s těmito názvy obsahovaly chorvatské mince v kunách zvířecí motivy a všechny mince v lipách rostlinné motivy.

## Konec kuny

Kurzy euro–kuna k 1. červnu 2022

Od 10. července 2020 byla kuna zapojena do ERM II, jelikož minimálně dvouleté setrvání v ERM II bylo jednou z podmínek pro přijetí eura. 
V červnu 2022 schválila Evropská komise přechod Chorvatska na euro od 1. ledna 2023. Schválení přechodu členskými zeměmi proběhlo 12. července 2022. Chorvatská kuna tak ke konci roku 2022 skončila a všechny účty, karty a hotovost byly převedeny v kurzu 7,5345 kuny za jedno euro.
Během celého roku 2023 lze na pobočkách všech chorvatských bank, chorvatské pošty a agentury FINA vyměnit hotovost v kunách za eura bez poplatku v pevném směnném kurzu 1 EUR = 7,53450 HRK. Mince původní chorvatské kuny lze u centrální banky Chorvatska vyměnit za eura do 31. prosince 2025 a bankovky bez časového omezení.

## Mince a bankovky
Mince měly hodnoty 1, 2, 5, 10, 20 a 50 lip, dále 1, 2, 5 a 25 kun. Mince 25 kun měly několik různých motivů na rubové straně, které poukazovala na různá výročí a významné události v Chorvatsku. Mince 1, 2, 5 lip a 25 kun se používaly zřídka.
| 1 lipa | 17 mm   | 0,7 g  | 98 % hliníku, 2 % hořčíku               | Hladká      | Hodnota, REPUBLIKA HRVATSKA, malý státní znak v dolní části | nápis „KUKURUZ“ nebo „ZEA MAYS“ (kukuřice setá) s vyobrazením dané rostliny; rok ražby v dolní části                            | 1993–2022 | 31. května 1994 |
| 2 lipy | 19 mm   | 0,92 g | 98 % hliníku, 2 % hořčíku               | Hladká      | Hodnota, REPUBLIKA HRVATSKA, malý státní znak v dolní části | nápis „VINOVA LOZA“ nebo „VITIS VINIFERA“ (réva vinná) s vyobrazením dané rostliny; rok ražby v dolní části                     | 1993–2022 | 31. května 1994 |
| 5 lip  | 18 mm   | 2,5 g  | 72,5 % mědi, 27,5 % zinku               | Hladká      | Hodnota, REPUBLIKA HRVATSKA, malý státní znak v dolní části | nápis „HRAST LUŽNJAK“ nebo „QUERCUS ROBUR“ (dub letní) s vyobrazením dané rostliny; rok ražby v dolní části                     | 1993–2022 | 31. května 1994 |
| 10 lip | 20 mm   | 3,25 g | 72,5 % mědi, 27,5 % ocele               | Hladká      | Hodnota, REPUBLIKA HRVATSKA, malý státní znak v dolní části | nápis „DUHAN“ nebo „NICOTIANA TABACUM“ (tabák virginský) s vyobrazením dané rostliny; rok ražby v dolní části                   | 1993–2022 | 31. května 1994 |
| 20 lip | 18,5 mm | 2,9 g  | 95 % železa, 5 % niklu                  | Hladká      | Hodnota, REPUBLIKA HRVATSKA, malý státní znak v dolní části | nápis „MASLINA“ nebo „OLEA EUROPAEA“ (olivovník evropský) s vyobrazením dané rostliny; rok ražby v dolní části                  | 1993–2022 | 31. května 1994 |
| 50 lip | 20,5 mm | 3,65 g | 95 % železa, 5 % niklu                  | Hladká      | Hodnota, REPUBLIKA HRVATSKA, malý státní znak v dolní části | nápis „VELEBITSKA DEGENIJA“ nebo „DEGENIA VELEBITICA“ (degenie velebitská) s vyobrazením dané rostliny; rok ražby v dolní části | 1993–2022 | 31. května 1994 |
| 1 kuna | 22,5 mm | 5 g    | 65 % mědi, 23,2 % zinku, 11,8 % niklu   | Vroubkovaná | Hodnota, REPUBLIKA HRVATSKA, malý státní znak v dolní části | nápis „SLAVUJ“ nebo „LUSCINIA MEGARHYNCHOS“ (slavík obecný) s vyobrazením daného zvířete; rok ražby v dolní části               | 1993–2022 | 31. května 1994 |
| 2 kuny | 24,5 mm | 6,2 g  | 65 % mědi, 23,2 % zinku, 11,8 % niklu   | Vroubkovaná | Hodnota, REPUBLIKA HRVATSKA, malý státní znak v dolní části | nápis „TUNJ“ nebo „THUNNUS THYNNUS“ (tuňák obecný) s vyobrazením daného zvířete; rok ražby v dolní části                        | 1993–2022 | 31. května 1994 |
| 5 kun  | 26,5 mm | 7,45 g | 63,1 % mědi, 23,2 % niklu, 13,7 % zinku | Vroubkovaná | Hodnota, REPUBLIKA HRVATSKA, malý státní znak v dolní části | nápis „MRKI MEDVJED“ nebo „URSUS ARCTOS“ (medvěd hnědý) s vyobrazením daného zvířete; rok ražby v dolní části                   | 1993–2022 | 31. května 1994 |

Bankovky měly nominální hodnoty 5, 10, 20, 50, 100, 200, 500 a 1000 kun. Bankovka 5 kun nebyla v běžném platebním styku příliš častá. Na všech bankovkách byl napsán text chorvatské hymny.[zdroj?]
| Hodnota  | Rozměry        | Motiv (avers)                                                                                         | Motiv (revers)                                                           |
| -------- | -------------- | --- | ------------------------------------------------------------------------ |
| 5 kun    | 122 mm × 61 mm | chorvatský bán Peter Zrinský (1624–1671) a kníže Fran Krste Frankopan (1643–1671)                     | hrad Varaždín a jeho půdorys                                             |
| 10 kun   | 126 mm × 63 mm | Juraj Dobrila (1812–1882), biskup z Terstu a Poreče                                                   | Římský amfiteátr v Pule, půdorys istrijského městečka Motovun            |
| 20 kun   | 130 mm × 65 mm | chorvatský bán Josip Jelačić (1801–1859)                                                              | Zámeček Eltz ve Vukovaru                                                 |
| 50 kun   | 134 mm × 67 mm | chorvatský renesanční básník Ivan Gundulić (1589–1638)                                                | Historické centrum Dubrovníku, dubrovnický Rektorský palác               |
| 100 kun  | 138 mm × 69 mm | chorvatský bán a básník Ivan Mažuranić (1814–1890)                                                    | Chrám sv. Víta v Rijece a jeho půdorys                                   |
| 200 kun  | 142 mm × 71 mm | chorvatský politik Stjepan Radić (1871–1928), odpůrce ideje Velkého Srbska                            | Budova vojenského velitelství v Osijeku, tamější pevnost                 |
| 500 kun  | 146 mm × 73 mm | Marko Marulić (1450–1524), spisovatel a humanista, otec chorvatské literatury                         | Diokleciánův palác ve Splitu                                             |
| 1000 kun | 150 mm × 75 mm | chorvatský právník Ante Starčević (1823–1896), výrazně podporoval myšlenku chorvatské národní hrdosti | Jezdecká socha prvního chorvatského krále Tomislava, záhřebská katedrála |